# 아침햇살 (방송)
아침햇살은 러시아 블라디보스토크에서 방송하던 한국어 방송이었다. 2002년에 개국하였으나 재정, 운영난이 심각하여 현재는 방송이 중단된 상태이다. 

## 역사
아침햇살방송은 2002년 8월부터 10월까지 2개월 반동안 주 20분씩 방송되다가 재정적인 문제로 중단되었다. 아침햇살방송은 블라디보스톡 국영라디오방송을 통해서 방송되는데 일정액의 전파사용료(월 1000$ 이상)를 지불해야 하며, 주 20분씩 한국어방송을 하기 위해선 최소한의 제작비용과 합해 월 1500$이 필요하다. 2002년 영사관의 지원으로 잠시 동안 방송하다가 중단되고, 재외동포재단의 후원으로 2004년 4월 다시 방송을 시작(주1회, 30분 9매주 토요일 오전 08:30-09:00)했으나 5월말에 재정문제로 또 다시 방송이 중단된 상태이다.